# Caenophanes kyushuensis
Caenophanes kyushuensis är en stekelart som beskrevs av Sergey A. Belokobylskij och Maeto 2006. Caenophanes kyushuensis ingår i släktet Caenophanes och familjen bracksteklar. Inga underarter finns listade.